# Sindrome di Gerusalemme

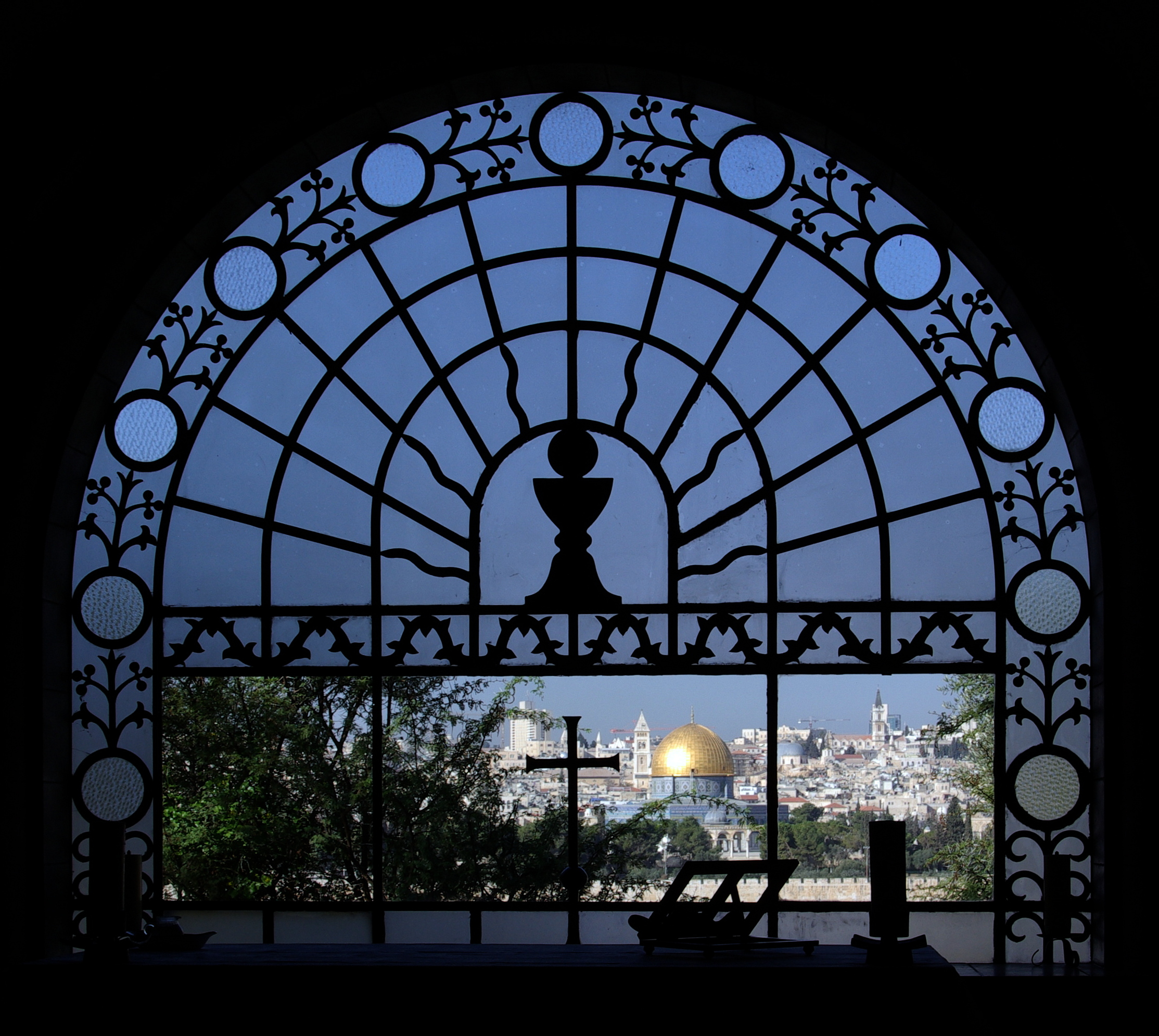
Gerusalemme città santa per Ebrei, Cristiani e Musulmani

La sindrome di Gerusalemme  (in ebraico סינדרום ירושלים‎?) consiste nella manifestazione improvvisa, da parte del visitatore della città di Gerusalemme, di appassionati sentimenti religiosi e di un impulso a proferire espressioni visionarie.
La sindrome è simile a quella di Stendhal, che si manifesta durante la visita a bellezze artistiche particolarmente rinomate, ma si differenzia in quanto, abitualmente, è collegata all'ambito religioso.
Alcuni tra i maggiori studiosi del fenomeno, quali il Yair Bar-El, affermano che questa sindrome si manifesti in turisti privi di precedenti sintomi psichiatrici, mentre altri, come Eliezer Witztum, affermano il contrario.
La sindrome di Gerusalemme non è inclusa né referenziata nel DSM IV.

## Storia
La sindrome è stata descritta, da un punto di vista clinico, nel 1930 dallo psichiatra Heinz Herman, ma già nel Medioevo, il teologo domenicano Felix Fabri, narrò episodi analoghi, nei suoi dettagliati racconti dei pellegrinaggi in Terra Santa.
Uno dei casi clinici più significativi, fu quello del turista australiano Michael Rohan, che, nel 1969, accecato da un "raptus", tentò di incendiare la moschea Al-Aqsa situata al Monte del Tempio di Gerusalemme, ovverosia la zona sacra contesa da ebrei e islamici.

## Tipologia
Il Dr. Bar-El propone di suddividere il fenomeno in tre tipi distinti:
- Soggetti con sintomi psichiatrici manifestati prima del loro arrivo a Gerusalemme. Tipicamente, questi individui si recano nella città santa avendo un'idea fissa di religiosità, tradita o delusa, oltre a sentirsi investiti di un incarico o di una missione da compiere nella quale credono ciecamente, ovviamente senza reali necessità. Per esempio, una persona affetta da questa sindrome, può credere di essere un'importante figura religiosa (mistico, santo, profeta) oppure essere influenzata fortemente da un'idea o da un concetto religioso (come la messianica seconda venuta sulla terra di Gesù). Tale condizione è chiamata complesso del Messia.
- Soggetti che presentino una ossessione culturale che veda al centro dei loro pensieri Gerusalemme. Può manifestarsi con una forte avversione nei confronti di qualche riferimento culturale-religioso.
- Soggetti che evidenzino sintomi psicotici dopo il loro arrivo a Gerusalemme, tra i quali:
  - Ansia, agitazione, nervosismo e tensione.
  - Manifestazione dichiarata di separarsi dal resto del gruppo o dalla famiglia per continuare da solo il "tour" di Gerusalemme. Le guide turistiche, allertate da questi segnali, abitualmente informano le autorità sanitarie.
  - Un bisogno ossessivo di pulizia e igiene esplicato in continui lavaggi di mani e corpo.
  - Preparazione di lunghe toghe bianche.
  - Il bisogno di declamare versi o salmi religiosi, o di cantare Inni Sacri.
  - Il desiderio irrefrenabile di eseguire processioni o marce verso luoghi caratteristici.
  - La creazione di sermoni, il cui contenuto è, abitualmente, semplice, confuso, teso ad indicare una via morale da seguire.

Vengono ricoverati in strutture psichiatriche, dove restano, solitamente, per qualche settimana.

## Casistica e statistica
Durante il periodo che va dal 1980 al 1993, il "Kfar Shaul Mental Centre" ha rilevato 1200 casi di turisti affetti da sintomi mentali ricollegabili alla sindrome; tra costoro, 470 malati sono stati ricoverati.

In media su 100 turisti visitati e analizzati, almeno 40 necessitano il ricovero.
La maggioranza dei casi si "risolve" in una durata dai 7 ai 10 giorni dal primo evento.
A livello clinico non viene riscontrato nulla e la persona, al termine, non ne parla più e quasi ne ha comprensibilmente paura.